# Polyperchon
Polyperchon (Grieks: Πολυπέρχων) (394 v.Chr. - 303 v.Chr.) was een Macedonische generaal die diende onder Philippus II van Macedonië, diens zoon Alexander de Grote en regent werd van Alexander IV en Philippus III van Macedonië.
Polyperchon werd geboren in het Macedonische district Tymphaea als zoon van een edelman genaamd Simmias. Toen Alexander de Grote het rijk van de Achaemeniden binnenviel in 334 was hij een officier in de brigade uit Tymphaea. Niet lang daarna werd hij gepromoveerd en leidde hij deze brigade veelal zelf. Hij stond bekend als een conservatief man die niet al te veel op had met Alexanders voorliefde voor het oriëntaalse. In zijn lange reizen met het leger legde hij contact met andere generaals van Alexanders strijdmacht zoals Parmenion, Antipater en Craterus. 
Toen Alexander in 323 stierf waren Polyperchon en Craterus al richting Macedonië gestuurd, maar omdat zij in Cilicia eerst een vloot aan het bouwen waren om op den duur Carthago mee binnen te vallen waren zij daar nog niet aangekomen. Na de dood van Alexander werd Antipater door Athene aangevallen. Mede door de hulp van Polyperchon kon Athene verslagen worden bij de slag bij Crannon. Maar hiermee waren de problemen nog niet voorbij. Perdiccas had zich, door zijn tegenstanders te vermoorden, als opvolger van Alexander neergezet. In 321 werd hij echter vermoord door een aantal van zijn generaals tijdens de eerste Diadochische oorlog en werd Antipater heerser over het grote rijk. In de tussentijd was Craterus inmiddels gedood en Polyperchon heerser over Macedonië geworden.  	
Antipater zou al in 319 sterven aan een ziekte en het rijk overdragen aan Polyperchon. Antipater's zoon, Cassander, voelde zich daardoor gepasseerd. Hierdoor zou de Tweede Diadochenoorlog losbranden. Cassander allieerde zichzelf met Antigonus en Ptolemaeus I waar Polyperchon hulp kreeg van Eumenes. De zwakzinnige halfbroer van Alexander de Grote, Phillipus III, regeerde samen met de zoon van Alexander, Alexander IV nog formeel over diens nalatenschap en Polyperchon gebruikte dat ook om de positie van Eumenes te versterken ten opzichte van Antigonus. Daarnaast beloofde hij de Griekse steden vrijheid en autonomie.
Ondanks enkele successen aan het begin van de oorlog ging het al snel minder. Zijn vloot werd in 318 verslagen door Antigonus en al had Eumenes beloofd een nieuwe vloot te bouwen; hij zou deze belofte niet waarmaken. Een jaar later zou Cassander Athene innemen en Polyperchon uit Macedonië verdrijven. Cassander nam het regentschap over kreeg dus ook controle over Phillipus III en diens vrouw Eurydice. Polyperchon vluchtte naar Epirus waar hij een bondgenootschap sloot met de moeder (Olympias) en de weduwe (Roxana) van Alexander de Grote alsmede met Aeacides, de koning van Epirus. Samen vielen ze Macedonië binnen. Cassander was elders aan het vechten en Phillipus III wachtte hen op met zijn leger. Echter, dit leger  bleek meer loyaal aan Alexander IV dan aan Phillipus en liep massaal over naar de vijand, waarna Olympias Phillipus III ter dood liet brengen. Niet lang hierna kwam Cassander terug. Hij versloeg Olympias en liet haar vermoorden. Daarnaast had hij nu Roxana en haar zoon, Alexander IV, in zijn macht. 
Doordat Antigonus inmiddels Eumenes had verslagen en erg machtig was geworden hadden Cassander en Ptolemaeus een alliantie tegen hem gesloten. Polyperchon was gevlucht naar de Peloponnesos en probeerde vanaf daar Antigonus te steunen. Al snel had hij een groot gedeelte van de Peleponessos veroverd, waaronder Korinthe. Cassander en Ptolemaeus openden de gesprekken met Antigonus en in 311 werd er een verdrag gesloten waarin men stelde dat in 305 Alexander IV heerser zou worden. Het resultaat van dit verdrag was dat zowel Alexander IV en zijn moeder Roxana vermoord werden. Antigonus stuurde Herakles, de zoon van Alexander de Grote bij zijn Perzische minnares Barsine, naar Polyperchon om te gebruiken als drukmiddel tegen Cassander. Polyperchon besloot echter, na gesprekken met Cassander, te breken met Antigonus en liet Heracles en zijn moeder doden in 309. Hierna was het met zijn politieke rol gedaan. Hij was over de 90 toen hij enkele jaren later stierf.

Philippus' generaals
Attalus · Parmenion · Antipater · Eumenes
Somatophylax (Alexanders lijfwacht)
Aristonous · Arybas · Balacrus · Demetrius · Lysimachus · Ptolemaeus (zoon van Seleucus) · Peithon · Hephaestion · Menes · Leonnatus · Perdiccas · Ptolemaeus · Peucestas
Satrapen na de Rijksdeling van Babylon
Antipater (Macedonië en Griekenland · Philo (Illyrië) · Lysimachus (Thracië) · Leonnatus (Frygië) · Antigonos(Frygië aan de Hellespont) · Asander (Karië) ·Nearchos (Lycië en Pamphylië) · Menander (Lydië) · Philotas (Cilicië) · Eumenes (Cappadocië en Paphlagonië) · Ptolemaeus (Egypte) · Laomedon van Mytilene (Syrië) · Neoptolemus (Armenië) · Peucestas (Babylonië) · Arcesilaus (Mesopotamië) · Peithon (Medië) · Tlepolemus (Perzië) · Nicanor (Parthië) · Antigenes (Susiana) · Archon (Pelasgia) · Philippus (Hyrcanië) · Stasanor (Arië en Drangiana) · Sibyrtius (Arachosië en Gedrosië) · Amyntas (Bactrië) · Scythaeus (Sogdiana)
Satrapen na de Rijksdeling van Triparadisus
Antipater (Macedonië en Griekenland) · Lysimachus (Thracië) · Arrhidaeus (Frygië aan de Hellespont) · Antigonos (Frygië, Lycië en Pamphylië) · Cassander (Carië) · Clitus de Witte (Lydië) · Philoxenus (Cilicië) · Nicanor (Cappadocië en Paphlagonië) · Ptolemaeus (Egypte) · Laomedon van Mytilene (Syrië) · Peucestas (Perzië) · Amphimachus (Mesopotamië) · Peithon (Medië) · Tlepolemus (Carmanië) · Philippus (Parthië) · Antigenes (Susiana) · Seleucus (Babylonië) · Stasanor (Bactrië en Sogdiana) · Stasander (Arië en Drangiana) · Sibyrtius (Arachosië en Gedrosië)
Cavaleriegeneraals
Perdiccas · Hephaestion · Philotas · Ptolemaeus · Clitus de Zwarte · Antigonos · Lysimachus · Menander · Leonnatus · Laomedon van Mytilene · 
Neoptolemus · Erigyius · Aretes · Ariston van Paionia
Infanteriegeneraals
Meleager · Craterus · Seleucus · Polyperchon · Antigenes · Coenus · Ptolemaeus (zoon van Seleucus)
Andere generaals
Alcetas · Amphimachus · Amyntas ·  Arcesilaus · Archon · Asander · Clitus de Witte · Nearchus · Nicanor · Nicanor · Peithon · Peucestas · Philippus · Philo · Philotas · Philoxenus · Scythaeus · Sibyrtius · Stasanor · Stasander · Tlepolemus